# Villa Doria d’Angri

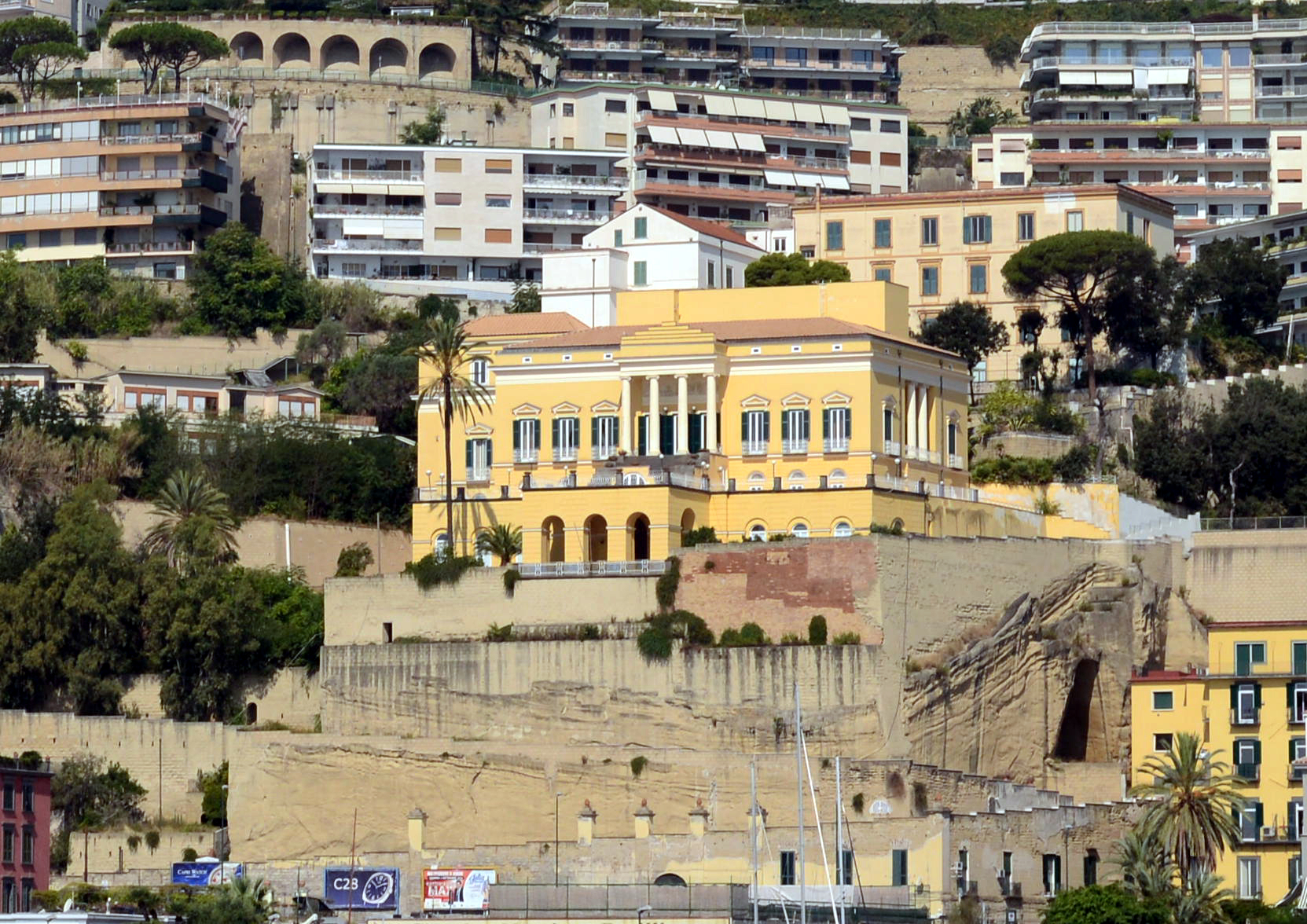
Villa Doria d’Angri in Neapel von der Meerseite aus

Die Villa Doria d’Angri ist ein Landhaus aus den 1830er-Jahren im Viertel Posillipo von Neapel in der italienischen Region Kampanien. Es liegt in der Via Petrarca, 80.
Heute ist das Konferenzzentrum der Universität Neapel Parthenope dort untergebracht.

## Geschichte
Es handelt sich dabei um das bedeutendste klassizistische Landhaus der Gegend: Der Prinz Marcantonio Doria d’Angri (1809–1837), ein prominenter Vertreter der Familie Genoveser Ursprungs ließ es unter der Leitung des Architekten Bartolomeo Grasso (1773–1835) erbauen; die Arbeiten wurden 1833 abgeschlossen.

## Beschreibung
Das Gebäude scheint aus dem Felsen emporzuwachsen; es wurde speziell auf einer großen Tuffbank entworfen, mit der es eine architektonische Einheit zu bilden scheint. Das ursprüngliche Projekt, das heute durch spätere An- und Umbauten leicht verändert wurde, sah einen zweistöckigen Baukörper auf einem hohen Sockel mit drei Ordnungen von Bögen, verziert durch Bossenwerk in Stuck, vor. Das letzte technische Element trägt die große Terrasse, die das gesamte Bauwerk umgibt und zu der sich auf jeder Seite eine Loggia mit vier ionischen Säulen wendet. Die seitlichen Terrassen waren hängende Gärten mit Wasserspielen und Brunnen; die äußeren folgten den Rampen, die den Hügel hinauf führten, und bildeten die Gärten des „Lustschlösschens“, die reich mit Blumen und teuren Pflanzen geschmückt waren.
Die Innenräume wurden von Guglielmo Bechi bearbeitet, dem die originalen Verzierungen nach pompejianischen Motiven zu verdanken sind, aber auch die Spiegel, die Majoliken, die Stuckarbeiten usw.
Das monumentale Gebäude hat auch eine wertvolle, achteckige Pagode, die von Antonio Francesconi (1806–1882) geschaffen wurde, und eine reich mit Statuen verzierte Kapelle.

## Galeriebilder

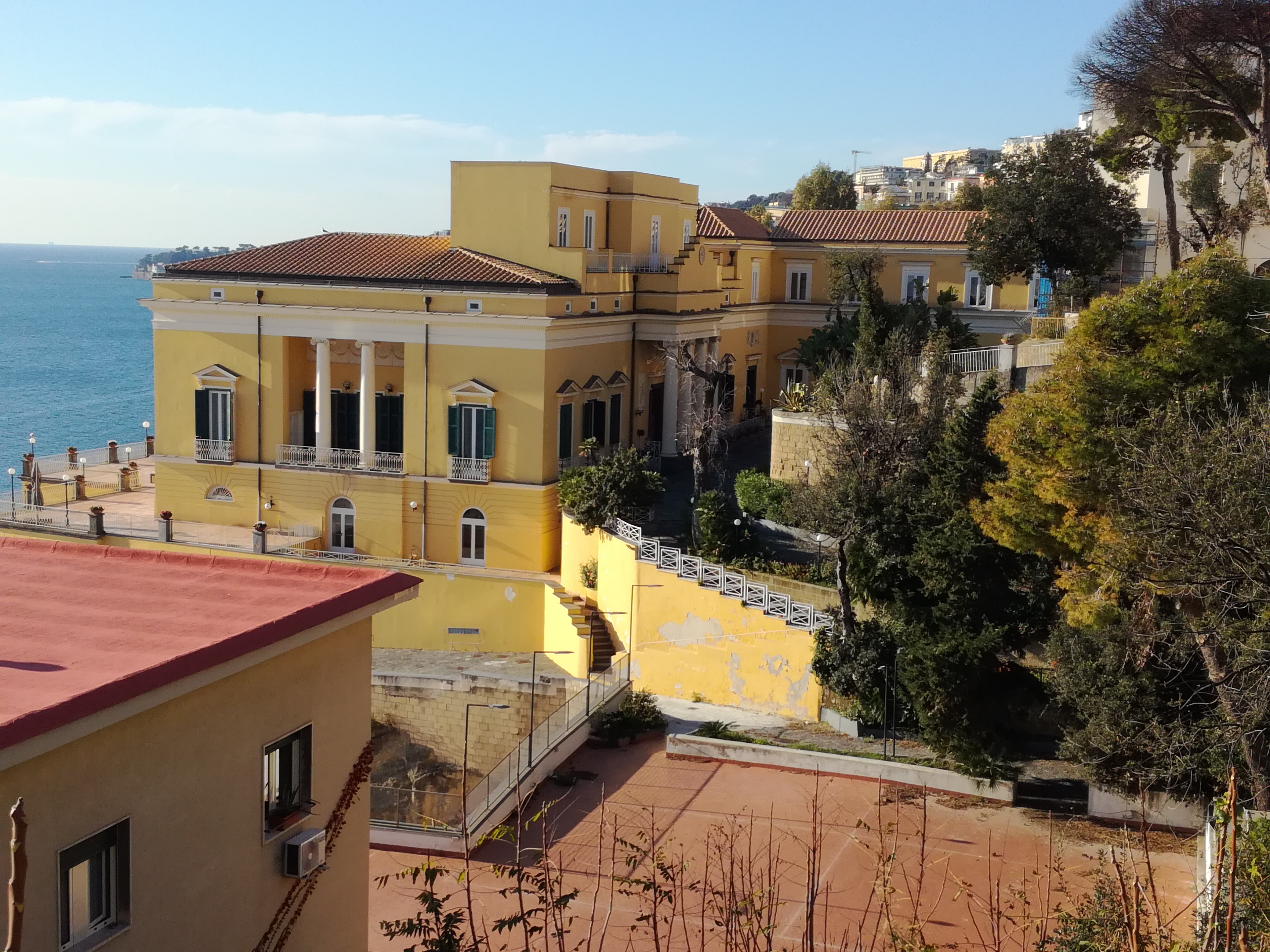
Seitenansicht von der Via Orazio aus
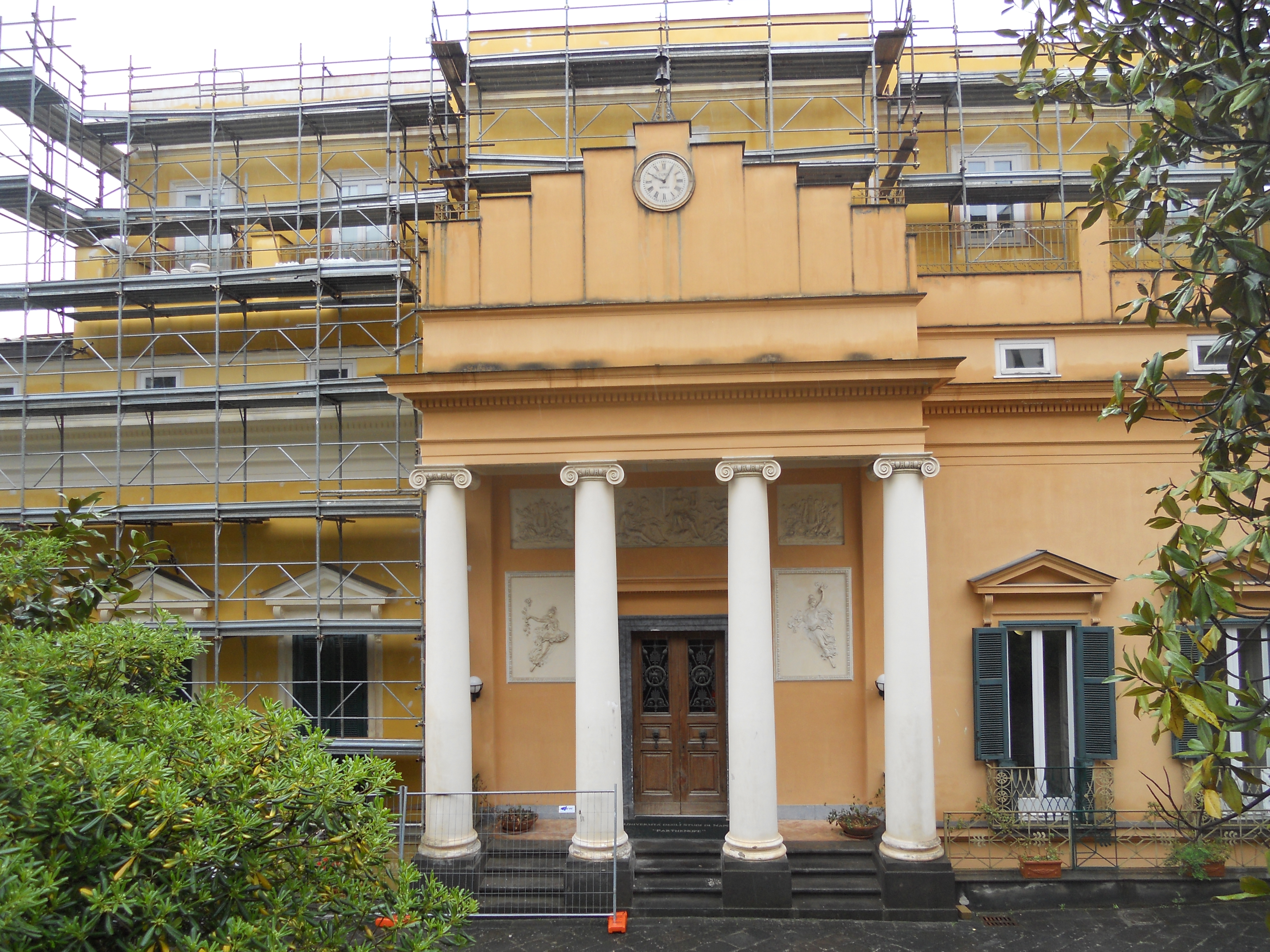
Eingang
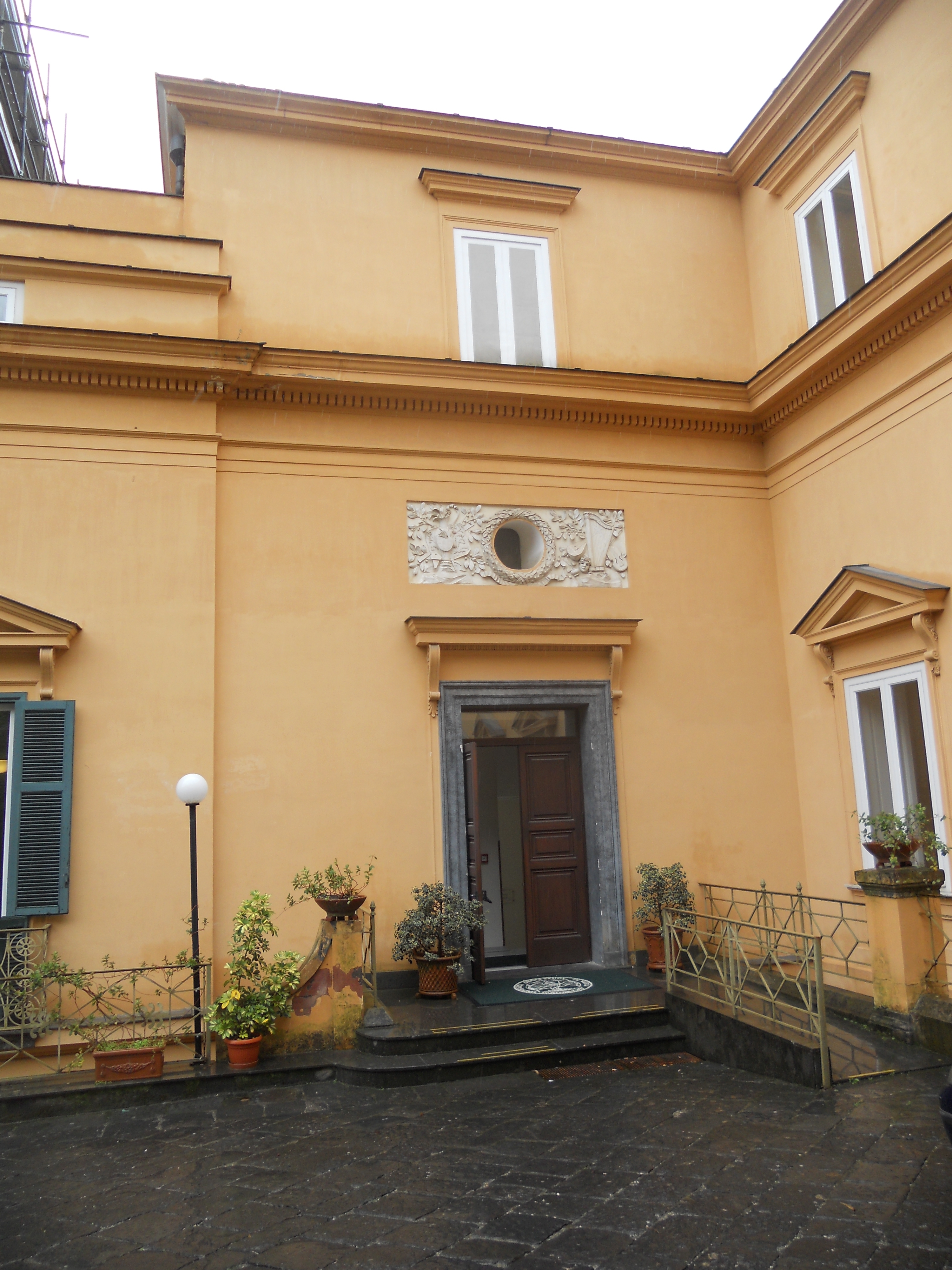
Nebeneingang
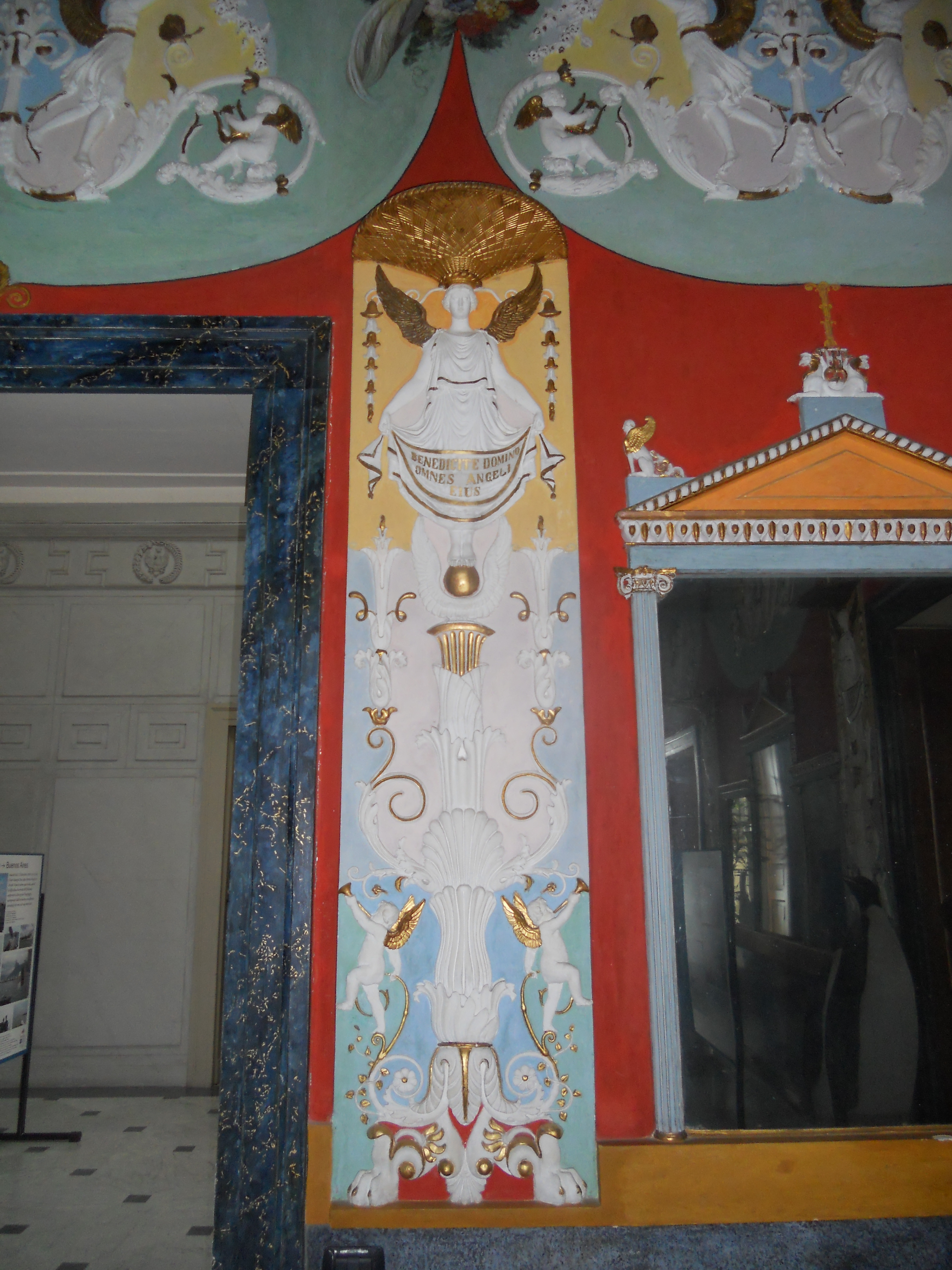
Fresken im Inneren
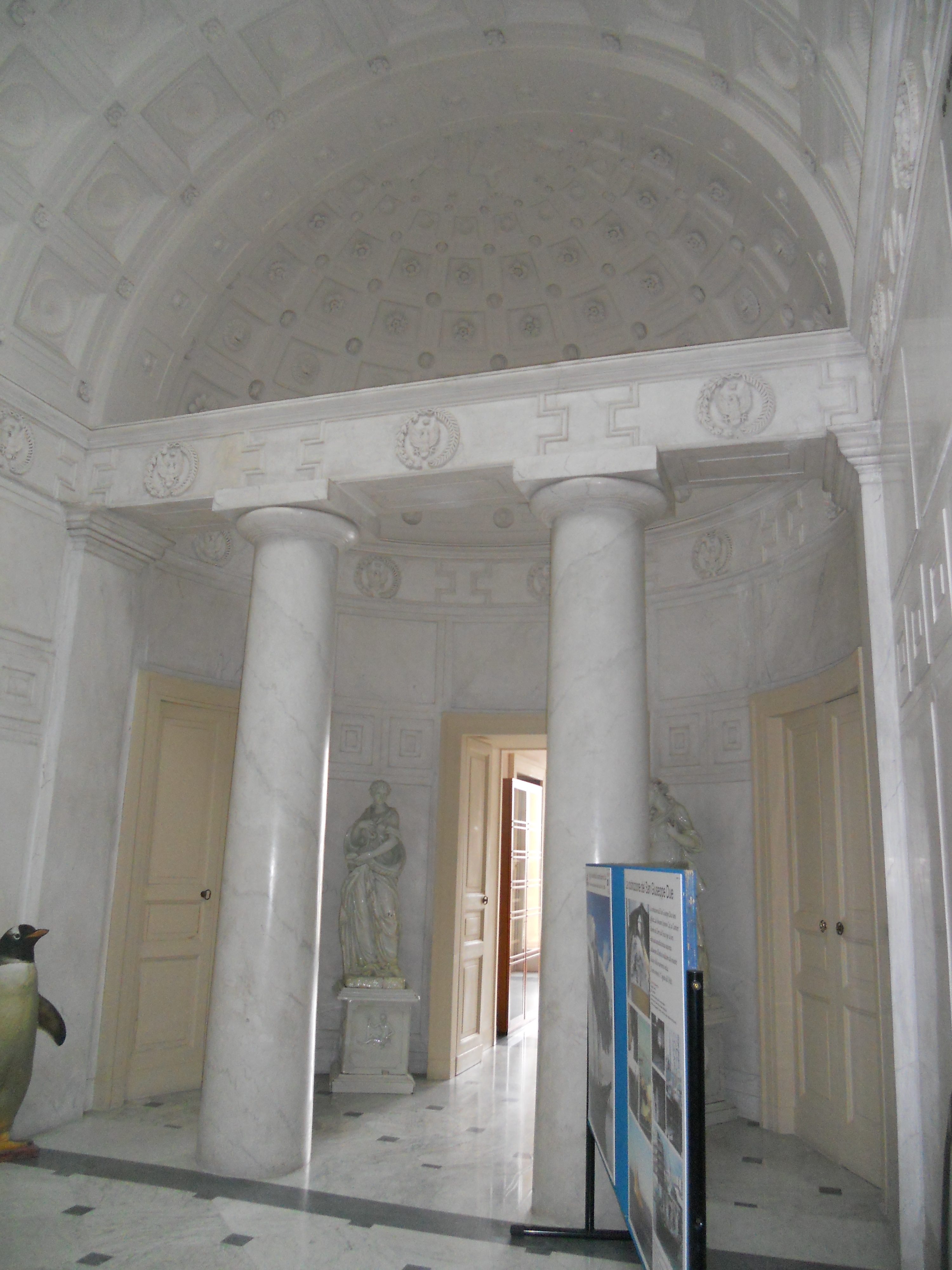
Marmorsäule
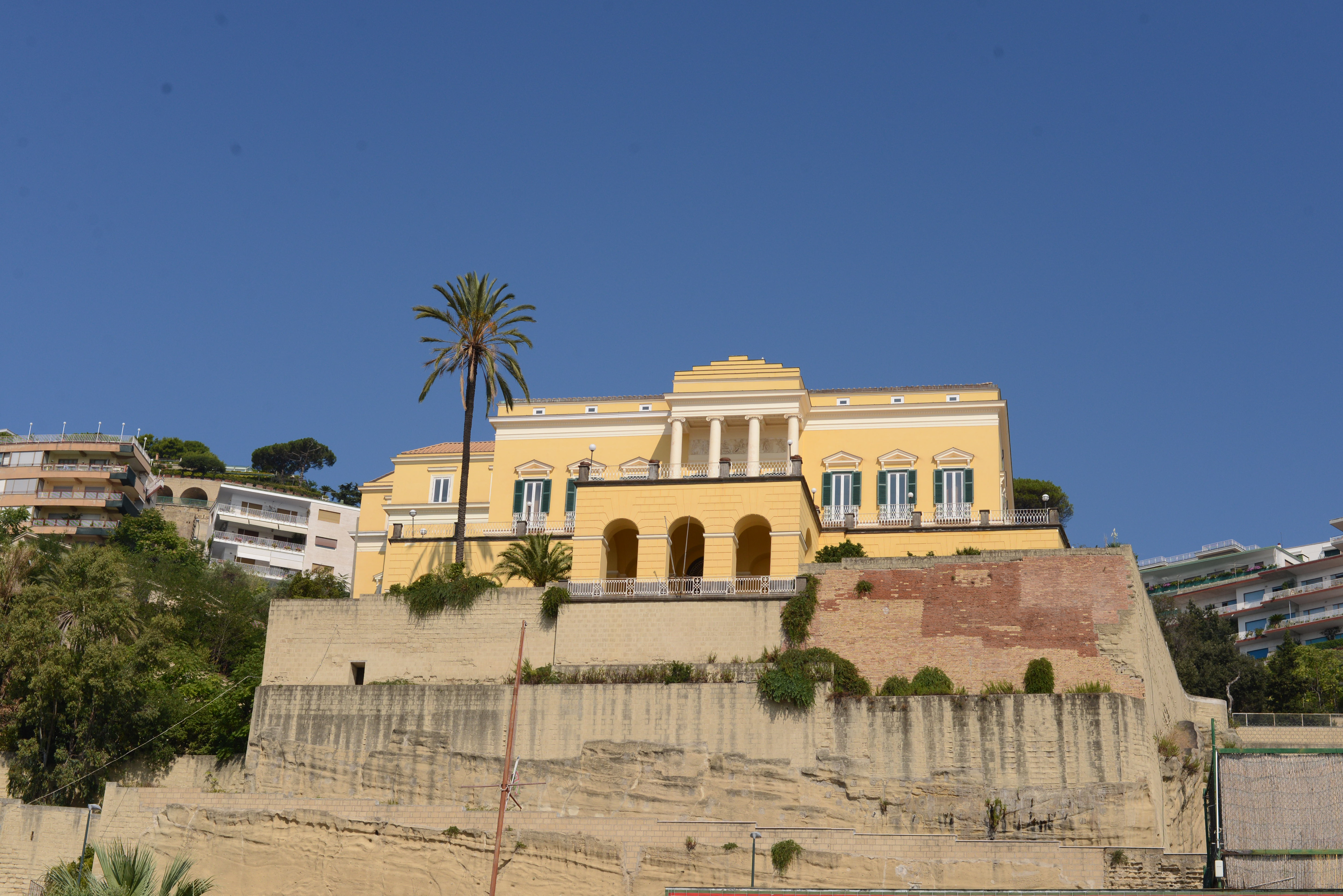
Detail im Außenbereich und des Felsvorsprungs, der speziell an das Gebäude angepasst wurde